# Joe Pack
Joe Pack (n. 10 aprilie 1978, Eugene, Oregon, SUA) este un sportiv ce a reprezentat Statele Unite ale Americii, medaliat olimpic. A participat la 2 ediții ale Jocurilor Olimpice (2002, 2006) în care a câștigat o medalie de argint.